# Observatoire Abu Reyhan-e Birooni
L'observatoire Abu Reyhan-e Birooni est un observatoire astronomique appartenant à l'université de Chiraz, en Iran. Il sert surtout pour l'enseignement de l'astronomie et l'astrophysique. Il est équipé de trois télescopes : un télescope de type Cassegrain de 60 cm, et un de 40 cm, ainsi qu'une lunette astronomique de 25 cm.